# 景觀社會
《景观社会》 （法語：La Société du spectacle）是法国思想家居伊·德博所写的一部哲学和批判理论的作品，最初在法国出版于1967年。1990年，其续作《景观社会评论》（Comments on the Society of the Spectacle）在法国出版。作为“情境主义国际”的骨干，德博写著此书意在暴露资本主义社会的弊端；同时在客观上推动了1968年前后的巴黎学生运动。

## 书籍结构
本书由 221 小节（各约为一小段）构成，分为九章。

## 观点

### 人类生活的堕落
德博追溯了现代社会的发展过程，在其中真实的社会生活已被表象所取代。“所有的直接存在，一切都转化为一个表象。”这一过程，在他看来就是“商品完全成功地殖民化社会生活的历史时刻。”“景观”一词定义了德博眼中发达资本主义、大众媒体和各种形式的政府的合流。景观就是商品关系取代人的关系的社会的颠倒的表像。
在对景观社会的分析中，德博指出生活已经贫瘠。缺乏真实性使得人类知觉受到影响，审辩式思维的阻障伴随着知识的堕落。

### 大众媒体和商品拜物教
《景观社会》批判了当代消费文化和商品拜物教。全球化一词普及之前，德波讨论了阶级分化，文化同质化和大众媒体的问题。“所有的直接存在，一切都转化为一个表象。”这是指当代社会中影像的位处中心的重要性。德波说：影像已经取代了真正的人类联系。因而，“景观不是影像的堆积，而是以影像为中介的人之间的社会关系。”
在消费社会中，社会生活无关生活本身，而在于占有。景观利用影像向人们传达他们所需要和必需的。所以社会生活的发展又导致了“从占有到显现的普遍转向，由此，一切实际的占有现在都必须来自其直接名望和表象的最终功能。”“在一个真正颠倒的世界，真相不过是虚假的一瞬间。”

### 宗教与市场的比较
德波将当代大众媒体市场和从前宗教的社会作用相比较。被大众媒体传播的商品影像制造了“宗教般的激情”，产生“像古老的宗教拜物教一样，与它不能自己的狂喜和不可思议的奇迹相一致的……空前炽热兴奋的时刻。”

## 脚注
王昭风译. . 南京大学出版社. 2006 年. ISBN 9787305045080 （中文（中国大陆））.  

1. 1 2  第 1 节
2. ↑  第 42 节
3. ↑  第 4 节
4. ↑  第 17 节
5. ↑  第 9 节
6. ↑  第 67 节
7. ↑  第 132 节

## 延伸阅读
- 刘力永. .   [2012-05-01]. （原始内容存档于2012-07-10） （中文（中国大陆））.
- 陆兴华. .   [2014-11-26]. （原始内容存档于2015-09-23） （中文（中国大陆））.
- 张一兵. .   [2012-05-05]. （原始内容存档于2012-05-07） （中文（中国大陆））.
- 陈振铎. .   [2018-05-28]. （原始内容存档于2018-05-29） （中文（中国大陆））.